# La Unión (Zacapa)
La Unión ist ein Ort und ein Municipio im Departamento Zacapa in Guatemala. Der Ort liegt im Südosten des Departamentos in den Bergen der Sierra del Espíritu Santo. Über eine asphaltierte Straße ist La Unión mit dem weiter nördlich im Tal des Río Motagua gelegenen Gualán verbunden, wo die Atlantikfernstraße CA 9 von Guatemala-Stadt nach Puerto Barrios vorbeiführt.
Das 257 km² große Municipio hat insgesamt rund 25.000 Einwohner. Es liegt in einer relativ abgeschiedenen, waldreichen Gegend. Die Bevölkerung lebt hauptsächlich von der Landwirtschaft, insbesondere vom Anbau von Kaffee und Orangen.
Angrenzende Municipios sind Gualán im Norden und Zacapa im Westen. Im Süden grenzt es an das Departamento Chiquimula und im Osten an Honduras.

## Persönlichkeiten
- Kevin Cordón (* 1986), Badmintonspieler